# Fecskét látok
A Fecskét látok egy népi gyermekdal. Tavasszal, az első fecske feltűnésekor éneklik, miközben száraz kézzel mosdást utánoznak.

## Felvételek
- Fecskét látok. Geredy Emilné  YouTube (2015. május 27.)  (Hozzáférés: 2017. június 29.) (videó)
- Fecskét látok. Zeneker Team  YouTube (2012. szeptember 11.)  (Hozzáférés: 2017. június 29.) (audió)
- IKT Műhely 2014: Fecskét látok. Margitai Istvánné  YouTube (2012. szeptember 11.)  (Hozzáférés: 2017. június 29.) (videó) 0:30–0:40, nem népdal, hanem projektdal!.